# 림진강 (시)
림진강은 조선민주주의인민공화국의 시인 박세영이 지은 시이다. 1957년 고종환이 노래로 작곡하여 오늘날에도 조선민주주의인민공화국과 일본 내 총련계 재일동포들 사이에서 널리 불리고 있다. 박세영은 본래 남한 출신인데, 광복 후 월북하였다. 모두 2연으로 되어 있는 림진강은 박세영이 고향인 남한을 그리워하면서 지은 시로, 둘째 연에서 사회주의를 채택한 조선민주주의인민공화국의 경제 상황이 남한보다 우월하다는 것을 드러내고 있다. 실제로 1950년대 후반에는 조선민주주의인민공화국의 국민 소득이 남한보다 높았다.
한편 일본에서는 60년대에 포크그룹 더 포크 크루세이더스(ザ・フォーク・クルセダーズ)가 이 곡을 일본어로 번안하여 불렀고, 68년 당시 일본의 학생운동과 맞물리며 한동안 인기를 끌었으나, 처음에는 민요라고 생각했던 곡이 조선민주주의인민공화국의 우월성을 노래하는 정치색이 있다는 것을 알게 된 후 여러 가지 정치 경제적 이유로 방송을 점점 타기 어려워지며 잊혀져갔다. 이후 90년대와 2000년대에 들어서 호소츠보 모토요시(細坪基佳) 같은 몇몇 가수들이 다시 불렀으며, 2005년 총련계 조선학교를 다룬 일본 영화 《박치기!》의 OST로도 사용되었다. 2006년에 대한민국에서도 이 영화가 개봉되면서 이 노래가 함께 알려졌으나, 그 전 2003년에 국악인 김용우가 불러 이미 발표한 바가 있다.
전월선이 '내 고향 남쪽 땅'을 '내 고향 어머니 품'으로 바꾸어 부르기도 했으나, 총련에서 발행한 음악 교과서 등에는 '내 고향 남쪽 땅'으로 되어 있으며 조선민주주의인민공화국의 성악가 조청미도 '내 고향 남쪽 땅'이라고 노래불렀다.